# Чибирєв Ігор Вікторович
Ігор Вікторович Чибирєв (нар. 19 квітня 1968, Пенза, СРСР) — український і радянський хокеїст, центральний нападник. Учасник зимових Олімпійських ігор 2002 року.

## Біографічні відомості
Син захисника «Сокола» середини 70-х років і дитячого хокейного тренера Віктора Чибирєва. Вихованець дитячо-юнацької школи київського «Сокола». У складі команди 1967 року народження став срібним призером чемпіонату СРСР 1984 серед юнаків.
Протягом трьох сезонів виступав за команди другої ліги ШВСМ (Київ) і СКА МВО (Калінін). У дев'ятнадцять років перейшов до складу найтитулованішого клубу радянського хокею — московського ЦСКА.
За п'ять сезонів у команді Віктора Тихонова отримав по дві золоті та срібні медалі чемпіонату СРСР. У вищій лізі провів 178 матчів, 46 закинутих шайб, 37 результативних передач. Володар кубка СРСР 1988 року. У фіналі грав у другій ланці, разом з Андрієм Хомутовим і Валерієм Каменським. Переможець двох турнірів Кубка європейських чемпіонів (1989, 1990).
Срібний медаліст молодіжного чемпіонату світу 1988 року. У тій команді також виступали київські гравці Дмитро Христич і Андрій Сидоров.
На драфті НХЛ 1993 був обраний у 11-му раунді клубом «Гартфорд Вейлерс». Відразу переїхав до Північної Америки, але спочатку виступав за «Форт-Вейн Кометс» (Інтернаціональна хокейна ліга) і «Спрингфілд Індіанс» (Американська хокейна ліга). За два сезони в Національній хокейній лізі провів 45 матчів, 7 закинутих шайб, 12 результативних передач.
З 1995 року виступав у Європі. У складі швейцарської «Амбрі-Піотти» був найкращим бомбардиром чемпіонату Швейцарії 1995/96 (69 очок) і найкращим снайпером — 1997/98 (35 закинутих шайб). Деякий час грав за австрійський «Клагенфурт», один сезон — у швейцарському «Фрібур-Готтероні». Також виступав у Німецькій хокейній лізі, за «Ганновер Скорпіонс». У сезоні 2000/01 став найкращим бомбардиром команди — 59 очок в 58 матчах.
2002 року збірна України дебютувала на зимових Олімпійських іграх. У Солт-Лейк-Сіті українці посіли десяте місце. Ігор Чибирєв брав участь у всіх чотирьох матчах своєї команди, відзначився двома закинутими шайбами і однією результативною передачею.
В сезоні 2013/14 був помічником головного тренера донецької команди «Молода гвардія» Олександра Годинюка. Наступного сезону входив до тренерського штабу національної збірної України, а також очолював молодіжну команду. По одному сезону працював тренером «Сокола» (Красноярськ) і «Адмірала» (Владивосток). З 2020 року — на посаді головного тренера «Донбасу».